# Colonia Jardín
Colonia Jardín is een metrostation in het stadsdeel Latina van de Spaanse hoofdstad Madrid. Het station werd geopend op 22 oktober 2002 en wordt bediend door lijn 10 van de metro van Madrid.